# 5173 Stjerneborg
5173 Stjerneborg è un asteroide della fascia principale. Scoperto nel 1988, presenta un'orbita caratterizzata da un semiasse maggiore pari a 2,6564285 UA e da un'eccentricità di 0,1945906, inclinata di 11,75786° rispetto all'eclittica.